# Marlee House
Marlee House ist ein Herrenhaus in der schottischen Ortschaft Kinloch in der Council Area Perth and Kinross. 1971 wurde das Bauwerk in die schottischen Denkmallisten in der höchsten Denkmalkategorie A aufgenommen.

## Geschichte
Die Länderei Easter Kinloch, heute Marlee, ist bereits seit 1499 belegt. Die Keimzelle von Marlee House wurde um das Jahr 1500 errichtet. Fragmente dieses Gebäudes wurden in den heutigen Haupttrakt von Marlee House integriert. Dieser entstand vermutlich im Laufe des 17. Jahrhunderts. Zwischen 1754 und 1760 wurde Marlee House durch Ergänzung von vier Flügeln signifikant erweitert. Auch der Eingangsbereich wurde in diesem Zeitraum überarbeitet. In den folgenden Jahrhunderten wurde das Herrenhaus abermals überarbeitet. Mit der Renovierung des Innenraums im Jahre 1890 wurde der Architekt A. J. Meacher betraut.

## Beschreibung
Marlee House steht am Südrand des Weilers Kinloch nahe dem Nordufer des Loch of Drumellie. Die Fassaden des niedrigen, zweistöckigen Herrenhauses sind mit Harl verputzt. Der Haupttrakt ist fünf Achsen weit. In alle vier Richtungen gehen die in den 1750er Jahren errichteten Flügel ab.